# Schwemmpfuhl
Schwemmpfuhl war ein Wohnplatz der Gemeinde Gerswalde im Landkreis Uckermark (Brandenburg). Das Ackergehöft wurde um/vor 1857 angelegt.

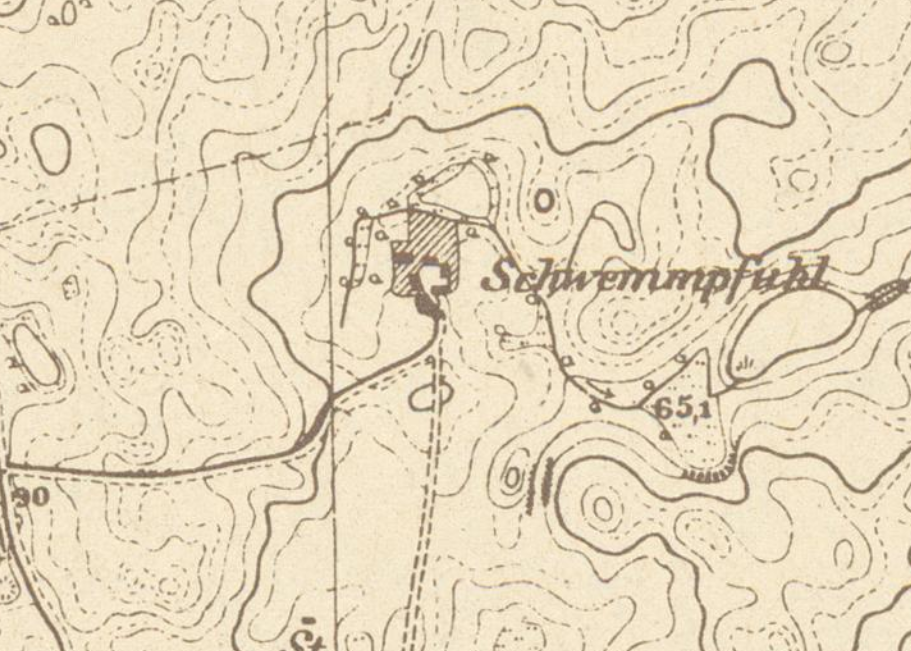
Schwemmpfuhl auf dem Messtischblatt 2848 Gerswalde von 1882

## Lage
Schwemmpfuhl liegt etwas über 2,5 Kilometer nordnordöstlich vom Ortskern von Gerswalde entfernt. Nur 1,5 km Luftlinie nordwestlich liegt Buchholz. Nördlich des Wohnplatzes liegt der namengebende Schwemmpfuhl. Der Wohnplatz liegt auf 74 m ü. NHN. Schwemmpfuhl ist kein amtlicher Wohnplatz von Gerswalde (mehr).

## Geschichte
1857 wurde Schwemmpfuhl als Doppelbauerngut angelegt und benannt. Es gab aber nur ein Wohnhaus, dazu aber fünf Wirtschaftsgebäude. Das Doppelbauerngut oder Ackergehöft umfasste 200 Morgen und hatte 1858 12 Einwohner. Auf dem Ackergehöft wurden 9 Pferde, 6 Stück Rindvieh und 90 Schafe gehalten. Es gehörte damals schon zum Gemeindebezirk Gerswalde, der neben dem wesentlich größeren Gutsbezirk Gerswalde existierte. Der Ortsname ist fast selbstredend ein Gewässername, nach dem nördlich des Wohnplatz liegenden Schwemmpfuhl.
1871 bestand der Ackerhof Schwemmpfuhl weiterhin aus nur einem Wohnhaus, in dem 8 Menschen wohnten. Das Amtsblatt von 1874 bezeichnet Schwemmpful auch als Etablissement.
1914 ist ein Gut zur Gemeinde Gerswalde gehörig mit einer Gesamtgröße von 77,6 ha aufgeführt. Der Tierbestand betrug 4 Pferde, 10 Stück Rindvieh, davon acht Kühe und 10 Schweine. Als Besitzer ist C. Vetter angegeben. Nach Größe und Besitzerfamilie müsste es sich um das Gut Schwemmpfuhl handeln.
1923 listet Niekammer’s landwirtschaftliche(s) Güter-Adreßbuch unter Gerswalde das Gut eines C. Vetter auf, das eine Größe von 77 ha hatte. Der Tierbestand ist wiederum mit 4 Pferden, 10 Stück Rindvieh, davon acht Kühe und 10 Schweinen angegeben. Auch hier kann es sich nur um das Gut Schwemmpfuhl handeln.
1929 gehörte das Gut Schwemmpfuhl den beiden Ludwig Vetter senior und junior. Es hatte eine Größe von 78 ha, davon 64 ha Acker, 11,5 ha Wiesen und 2,5 ha Unland. Auf dem Hof standen 7 Pferde, 16 Stück Rindvieh, davon 10 Kühe und 20 Schweine. Der Grundsteuerreinertrag ist mit 534 Mark angegeben. 1925 hatte der Wohnplatz 5 Bewohner.

## Kommunale Geschichte
Zur Zeit der Gründung 1857 gehörte Schwemmpfuhl bereits zum Gemeindebezirk Gerswalde. Merkwürdigerweise ist es dann bei der Bildung der Amtsbezirke 1874 unter Gerswalde nicht erwähnt. 1931 und 1967 ist es dann Wohnplatz von Gerswalde. Später ist Schwemmpfuhl nicht mehr als separater Wohnplatz aufgeführt. Die Gemeinde Gerswalde gehört dem Amt Gerswalde mit Sitz in Gerswalde an. Auch im Dienstleistungsportal ist Schwemmpfuhl nicht (mehr) als Wohnplatz von Gerswalde genannt. Die heutige Straßenbezeichnung lautet Buchholzer Straße 29 und 30.